# 阿納托利夫卡 (別列贊卡區)
46°48′42″N 31°12′49″E / 46.81167°N 31.21361°E
阿納托利夫卡（烏克蘭語：Анатолівка）是位於烏克蘭南部尼古拉耶夫州裏尼古拉耶夫區的村莊，始建於1792年，面積2.2平方公里，海拔高度17米，2001年人口872。